# سيدة الانتقام
سيدة الانتقام (بالكورية: 친절한 금자씨)‏ فيلم إثارة نفسية كوري جنوبي من إخراج بارك تشان ووك وبطولة إي يونغ أي. وهو ثالث فيلم في ثلاثية الانتقام.

## القصة
بعد ثلاثة عشر عاما ونصف في السجن بتهمة خطف وقتل الفتى بارك وون مو، يطلق سراح لي غيوم غا مُبكرًا بفضل تحولها الروحي الواضح. تبدأ العمل في محل حلويات، وتقوم بتصنيع سلاح خاص، وتحاول استرجاع ابنتها جيني، التي تبنتها إحدى الأسر الأسترالية، وتخطط للانتقام من القاتل الحقيقي لوون مو، مدرس اللغة الإنكليزية السيد بايك. بمساعدة السجناء السابقين المفرج عنهم، تسعى غيوم غا إلى الخلاص والانتقام.

## الممثلون
- لي يونغ أي
- تشوي مين سيك

## الإنتاج

### نسخة التلاشي إلى الأبيض والأسود
هناك نسختان من الفيلم: النسخة القياسية ونسخة "التلاشي إلى الأبيض والأسود". تبدأ النسخة الأخيرة بالألوان الكاملة، لكن اللون يتلاشى تدريجيًا طوال الفيلم حتى يصبح أبيض وأسود تمامًا في نهايته. بالتزامن مع تقنية إزالة الألوان، يحدث أيضًا تغيير في ألوان البيئة المستخدمة في الخلفيات والملابس. في بداية الفيلم، تحتوي البيئة على الكثير من الألوان الأساسية، بينما في نهاية الفيلم، تُستخدم درجات الباستيل، الأسود والأبيض. ترتدي غيوم غا معطفًا أزرق في الجزء الأول من الفيلم، ولكن يُستبدل بمعطف جلد أسود في النهاية. تُستبدل جدران السجن وغرفة نوم غيوم غا ذات الألوان الزاهية بجدران المدرسة الرمادية.
عرض نسختي الفيلم في دور السينما الكورية، على الرغم من أن النسخة الباهتة عرضت فقط بتنسيق رقمي في عدد قليل من دور العرض المجهزة بأجهزة DLP.
أُتيحت هذه النسخة على قرص دي في دي في كوريا الجنوبية، وفي إصدارات أقراص دي في دي وبلو راي من شركتي "تارتان فيلمز" و "آرو فيلمز" لثلاثية الانتقام. على غلاف "تارتان"، يُكتب خطأً "نسخة التلاشي إلى الأبيض"، وفي قائمة أقراص بلو-راي "آرو" ايضاً.

## روابط خارجية
- سيدة الانتقام على موقع IMDb (الإنجليزية)
- سيدة الانتقام على موقع ميتاكريتيك (الإنجليزية)
- سيدة الانتقام على موقع روتن توميتوز (الإنجليزية)
- سيدة الانتقام على موقع نتفليكس (الإنجليزية)
- سيدة الانتقام على موقع قاعدة بيانات الأفلام العربية
- سيدة الانتقام على موقع ألو سيني (الفرنسية)
- سيدة الانتقام على موقع Turner Classic Movies (الإنجليزية)
- سيدة الانتقام على موقع أول موفي (الإنجليزية)
- سيدة الانتقام على موقع بوكس أوفيس موجو (الإنجليزية)
- سيدة الانتقام على موقع فيلمافينيتي (الإسبانية)